# Rancho 6666

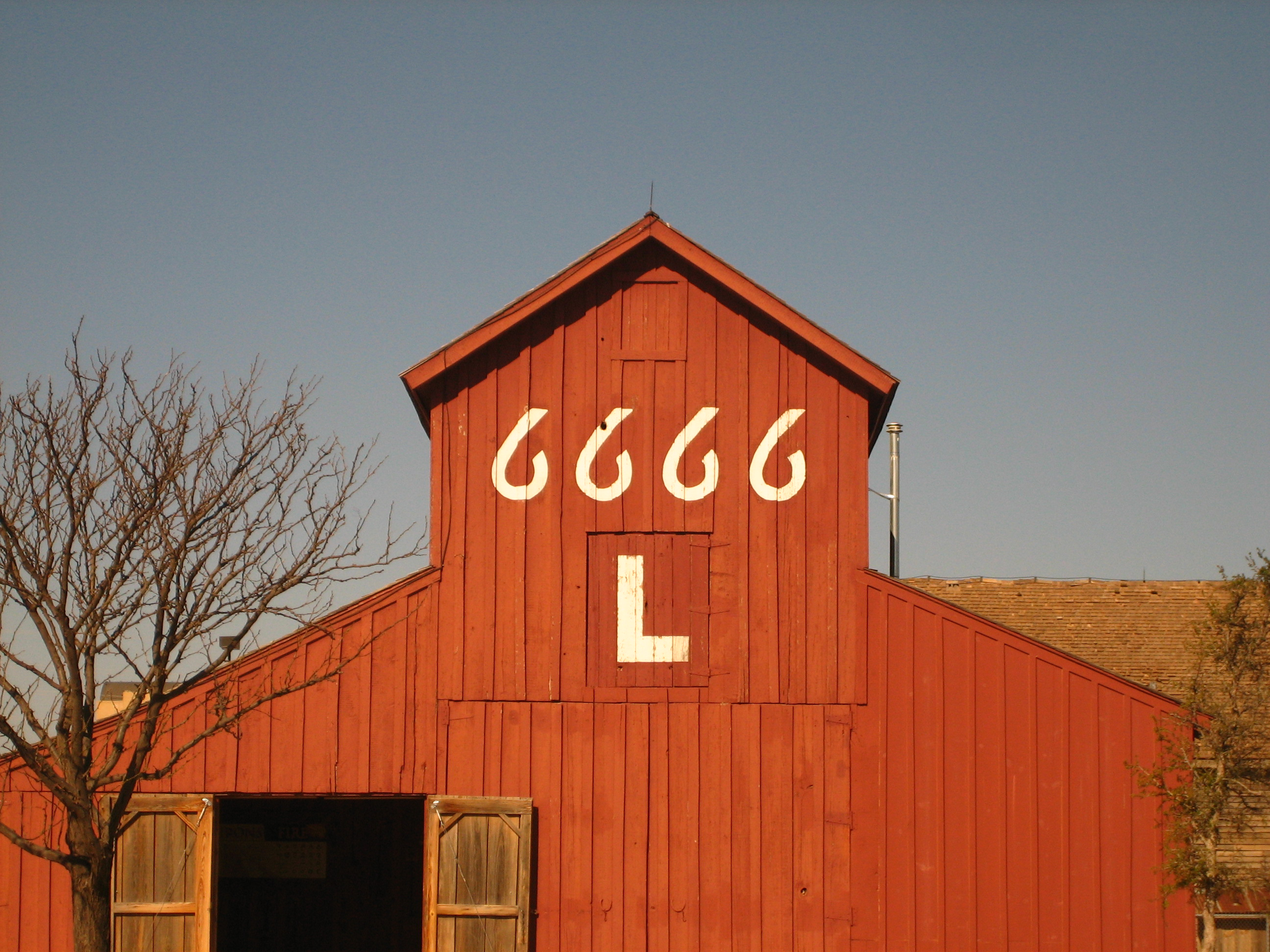
Celeiro vermelho do rancho 6666 no National Ranching Heritage Center em Lubbock, Texas

O Rancho 6666 (também conhecido como Rancho Quatro Seis ou Quad Seis) é um rancho no Condado de King, Texas, assim como no Condado de Carson e no Condado de Hutchinson.

## Localização
A parte principal do rancho está localizada perto da cidade de Guthrie no Condado de King, Texas. Ela abrange uma área de 350.000 acres (ou 141.640 hectares).  A construção principal fica na rodovia US 82.  A parte do Riacho Dixon abrange 108.000 acres (43.706 hectares) de terra nos condados de Carson e Hutchinson. O Riacho Dixon atravessa esta parte do rancho perto da cidade de Panhandle, Texas.

## História

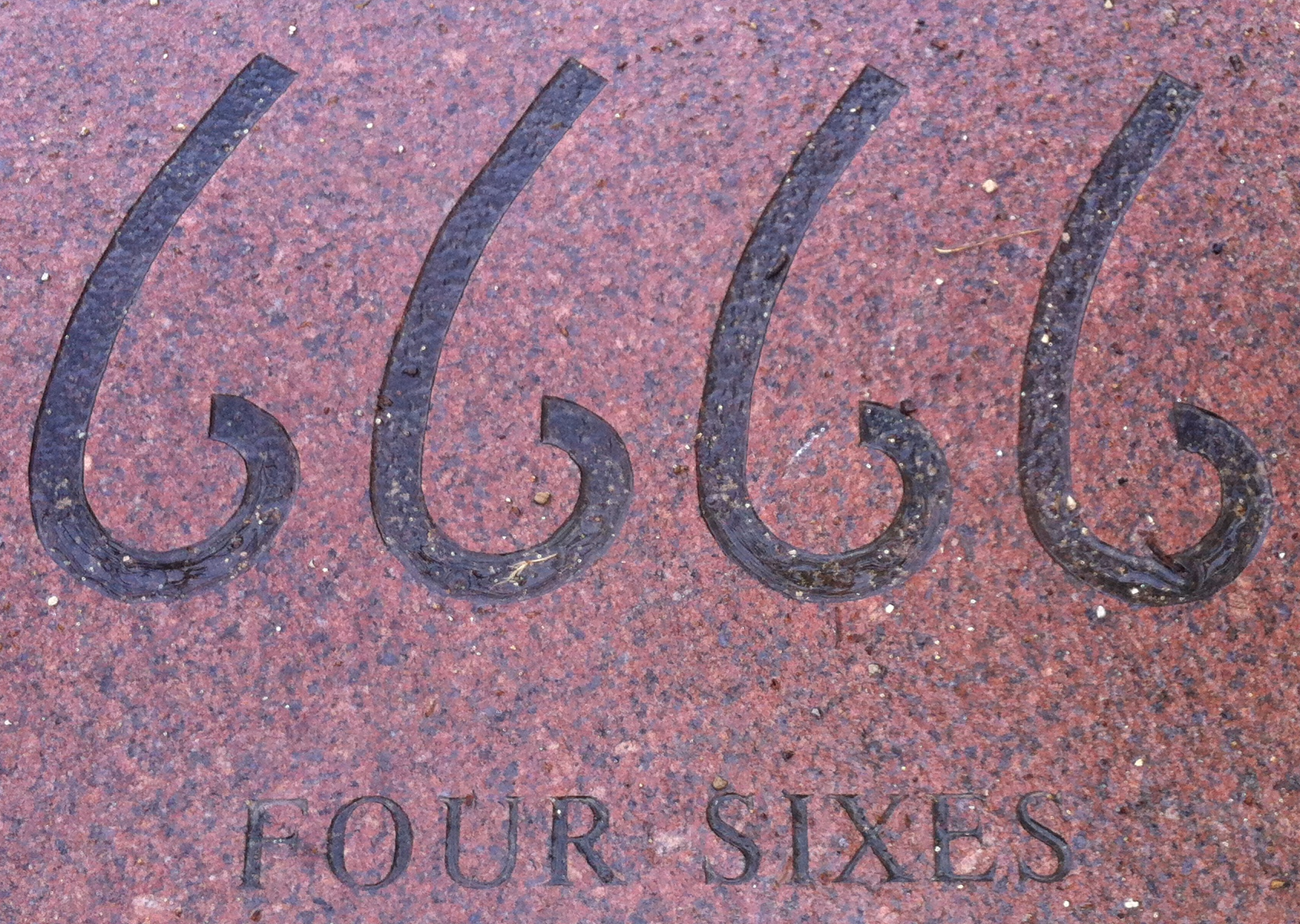
Logo do Rancho 6666, localizado na calçada de exibição de marcas históricas do Texas, no parque Pioneer Plaza em Dallas

O rancho foi fundado por Samuel Burk Burnett em 1900, depois de comprar as terras da Companhia de Terra e Gado de Louisville. Diz a lenda que ele ganhou o rancho em um jogo de cartas, onde marcou quatro seis. No entanto, Burnett e seus descendentes negam essa versão. Ao contrário, o nome vem do primeiro rebanho que ele criou na fazenda, que recebeu a marca "6666".
Burnett criou touros Herefords e Durham de raça pura, e ganhou prêmios nacionais em feiras de gado por todo o Estados Unidos. Ele também criou cavalos Quarto de milha de raça pura. Em 1918, 2.000 cabeças de gado foram mortas por uma tempestade de neve. Três anos depois, em 1921, foi encontrado petróleo na fazenda, tornando-a um empreendimento muito lucrativo.
Após a morte de Samuel B. Burnett, em 1920, o rancho foi herdado por sua neta Anne Valliant Burnett Tandy. Ela comprou Gray Badger II e Hollywood Gold, dois cavalos de hipismo que viviam no rancho. Em 1936, havia 20.000 cabeças de gado Hereford no rancho. Nas décadas de 1960 e 1970, o celeiro do rancho foi usado em propagandas da marca de cigarros Marlboro. Em 1975, foram filmadas cenas do filme A grande amizade no rancho.
Em 1980, o rancho passou para a bisneta de Burnett, Anne Windfohr Marion, e sua tataraneta, Wendi Grimes. Marion administrou o rancho junto com seu quarto marido, John L. Marion. Eles cruzaram gado Brangus com Herefords para produzir o Black Baldy, uma raça de gado resistente a mosquitos pólvora. Cem éguas reprodutoras são criadas no rancho todos os anos.
Desde 3 de dezembro de  2020, o rancho foi sendo vendido de acordo com o testamento de Anne Burnett Marion, a proprietária que faleceu em fevereiro de 2020. Foi colocado no mercado por um total de US$347.7 milhões. Em maio de 2021, um grupo de compradores representado por Taylor Sheridan adiquiriu o rancho.
Pinturas representando partes do rancho foram feitas por Tom Ryan e Mondel Rogers. Um celeiro da fazenda foi transferido para o museu National Ranching Heritage Center (Centro Nacional da Herança Rancheira) na cidade de Lubbock, Texas.

## Cultura popular
Uma série de televisão homônima baseada no rancho foi apresentada como um episódio piloto reserva durante a quarta temporada da série de televisão Yellowstone, lançada em 7 de novembro de 2021 pela Paramount+.